# 2009年東亞運動會田徑比賽—男子1500米
2009年東亞運動會田徑比賽男子1500米賽事於12月12日在將軍澳運動場舉行。

## 成績
| 名次 | 運動員     | 國家 | 結果    | 備註 |
| ---- | ---------- | ---- | ------- | ---- |
|      | 村上康則   | 日本 | 3"46.25 | GR   |
|      | 張海坤     | 中国 |         |      |
|      | 上野裕一郎 | 日本 |         |      |
| 4    | 朴正慎     |      |         |      |
| 5    | 曾漢聲     | 香港 |         |      |

PB - 個人最佳時間

SB - 年度最佳時間

GR - 東亞運動會紀錄

NR - 國家紀錄

WR - 世界紀錄